# Drangey
Drangey er en ubeboet vulkansk ø  midt i fjorden Skagafjörður i Island. Øen er en levning fra en 700 000 år gammel vulkan og består overvejende af vulkansk tuf. Den fremstår som en massiv fæstning af sten.

Øen  blev første gang nævnt i den islandske Grettes saga. Der blev den beskrevet som tilflugtsstedet for den fredløse Grette, som tilbragte sine sidste år der sammen med broderen Illugi og hans trælle Glaumur. Sent om sommeren i 1031 blev Grette snigmyrdet af Þorbjörn Öngull og hans mænd da han bogstavelig talt lå på dødslejet i hans hytte på øen.

## Fugleliv og fangst
Fuglelivet på Drangey er varieret og livlig og mange arter yngler her. De almindeligste arter er lomvie,  og lunde. Lomvien yngler i klipperne, mens alkefuglene for det meste foretrækker dybe sprækker under klipperne. Lunden graver huller på kanten af klipperne. Man finder også Ride og mallemuk som begge yngler på klipperne. Ravn og falk har også tilhold på øen.
Hvert forår har de lokale indbyggere taget til øen for at samle æg og fange fugle. De brugte reb for at klatre ned til de stejle klipper efter æg, mens fuglene blev fanget ved hjælp af tømmeflåder som var placeret i havet under klipperne. Flåderne var dækket med fuglefælder lavet af hestehår. Fangstmændene tog for det meste tilflugt i et skur på den sdlige del af øen. Fra dette område tog de også ud at fiske i deres både. I højsæsonen kunne der være optil 200 mænd i gang med fuglefangsten, og den totale fangst kunne være optil 200 000 fugle. Brugen af fælder ophørte i 1966.
65°56′48″N 19°41′18″V / 65.9466°N 19.6884°V